# Ollie Mack
Oliver Mack, detto Ollie (New York, 6 giugno 1957), è un ex cestista statunitense, professionista nella NBA.

## Carriera
Venne selezionato dai Los Angeles Lakers al secondo giro del Draft NBA 1979 (25ª scelta assoluta).